# Trematodon longicollis
Trematodon longicollis là một loài rêu trong họ Bruchiaceae. Loài này được Michx. mô tả khoa học đầu tiên năm 1803.